# 埼玉県の市町村章一覧
埼玉県の市町村章一覧（さいたまけんのしちょうそんしょうのいちらん）は、埼玉県内の市町村に制定されている、あるいは制定されていた市町村章の一覧である。なお、一覧の順序は全国地方公共団体コード順による。廃止された市町村章は廃止日から順に掲載している。

## 市部
| 市         | 市章                                                                 | 由来 | 制定日         | 備考                                                                                                |
| ---------- | -------------------------------------------------------------------- | --- | -------------- | --------------------------------------------------------------------------------------------------- |
| さいたま市 |                                                                      | 「S」を図案化したもの | 2001年10月25日 | 色は緑色と黄緑色が指定されている                                                                    |
| 川越市     |                                                                      | 中央に「川」・周辺に「コエ」を図案化したもの                                                                                        | 1912年5月11日  | 川越町章として制定され、市制施行後に継承される                                                      |
| 熊谷市     |                                                                      | 「クマ」を輪郭として「谷」を図案化したもの                                                                                          | 2005年10月1日  | 1919年11月7日に熊谷町章として制定され、市制施行後と新制市制施行後も継承される                       |
| 川口市     |                                                                      | 外側の円が「川」、内側の菱形が「口」を図案化したもの                                                                                | 1933年9月18日  | 川口町章（制定日不明）として制定され、市制施行後に継承された                                        |
| 行田市     |                                                                      | 輪郭に「行」を図案化し、中央の「十」と輪郭で「田」を表している                                                                      | 1949年4月23日  | |
| 秩父市     |                                                                      | 「父」を図案化したもの | 2005年4月1日   | 1926年4月8日に秩父町章として制定され、市制施行後と新制市制施行後も継承される                        |
| 所沢市     |                                                                      | トコロ（ヤマノイモ科の一種）の葉を図案化し、 輪郭は「ワ」を3つ合わせ「和」をモットーにした市づくりへの願いが込められたもの          | 1955年11月3日  | 2代目の市章である 別途定められたシンボルマークがよく使われる                                        |
| 飯能市     |                                                                      | 「ハンノウ」が配されているもの | 1922年12月5日  | 飯能町章として制定され、市制施行後に継承された 別途定められたシンボルマークがよく使われる           |
| 加須市     |                                                                      | 「加」を図案化したもの | 2010年11月21日 | 2代目の市章である 青色・緑色・橙色が指定されている                                                  |
| 本庄市     |                                                                      | 「本」を図案化したもの | 2006年10月22日 | 赤色・青色・緑色が指定されている 2代目の市章である                                                  |
| 東松山市   |                                                                      | 全体は「東」を形作り、「マ」を三つ組み合わせ、山形を組み合わせたもの                                                                | 1954年9月13日  | |
| 春日部市   |                                                                      | 「春」を図案化したもの | 2005年10月1日  | 2006年3月17日に告示される 色は緑色に指定されている 2代目の市章である                                |
| 狭山市     |                                                                      | 「サ」を表し、「山」を配して、「狭山」を表したもの                                                                                  | 1954年12月18日 | |
| 羽生市     |                                                                      | 「羽生」を表している | 1955年1月14日  | |
| 鴻巣市     |                                                                      | 「K」を図案化したもの | 2021年4月1日   | 色は緑色・紫色・青色が指定されている 2代目の市章である 2006年10月1日にシンボルマークとして制定      |
| 深谷市     |                                                                      | 「フカヤ」を基にして、二本の青い線で利根川・荒川を表したもの                                                                        | 2006年3月5日   | 色は赤色と青色が指定されている 2代目の市章である                                                    |
| 上尾市     |                                                                      | 「ア」を鋭く描いたもの | 1966年7月1日   | 2代目の市章である                                                                                   |
| 草加市     |                                                                      | 「草」の古字である「艸」と「カ」を図案化したもの                                                                                    | 1958年11月1日  | |
| 越谷市     |                                                                      | 外側は十個の輪とし、中央の輪は四つの「コ」・真ん中に「谷」を図案化したもの                                                          | 1955年1月10日  | 越谷町章と制定され、市制施行後に継承される                                                          |
| 蕨市       |                                                                      | 周りの円に「わ」・円内右側に「ラ」・円内左側に「ビ」を図案化したもの                                                                | 1959年4月1日   | 蕨町制時の1915年7月28日に制定され、市制施行後に継承される                                           |
| 戸田市     |                                                                      | 「と田」を一体化したもの | 1966年10月1日  | |
| 入間市     |                                                                      | 「入」を若鳥に象ったもの | 1967年3月23日  | |
| 朝霞市     |                                                                      | 「アサカ」を組み合わせて、飛鳥の姿に図案化したもの                                                                                  | 1967年3月15日  | |
| 志木市     | https://www.city.shiki.lg.jp/images/content/2378/20200525-150908.jpg | 「志木」を図案化したもの | 1970年10月26日 | |
| 和光市     |                                                                      | 「和」（輪）の中へ「光」を入れたもの                                                                                                | 1970年10月31日 | 2009年3月3日に告示される                                                                            |
| 新座市     |                                                                      | 「ニザ」のロゴタイプにより構成した「ザ」を強烈に造形化してそれらを円で囲んだもの                                                    | 1970年11月14日 | |
| 桶川市     |                                                                      | 「オケ」を組み合わせたもの | 1968年11月1日  | 桶川町章として制定され、市制施行後に継承される                                                      |
| 久喜市     |                                                                      | 「久」を基調にしたもの | 2010年11月7日  | 色は青色・緑色・黄緑色が指定されている 2代目の市章である                                            |
| 北本市     |                                                                      | 上部に「北」・下部に「本」を組み合わせ、図案化したもの                                                                              | 1965年8月1日   | 北本町章として制定され、市制施行後に継承される                                                      |
| 八潮市     |                                                                      | 「八潮」を図案化したもの | 1964年9月17日  | 八潮村章として制定され、町制施行後かつ市制施行後に継承される                                        |
| 富士見市   |                                                                      | 中央に富士山をおき、周囲に3本の川（荒川・新河岸川・柳瀬川）と合併前の三か村（鶴瀬村・南畑村、水谷村）の合併を意味した円を配したもの | 1966年5月1日   | 富士見町章と指定制定され、市制施行後の1982年4月10日に再制定される                                   |
| 三郷市     |                                                                      | 三つの「サ」「ト」を図案化したもの                                                                                                  | 1960年12月10日 | 三郷村章として制定され、町制施行後かつ市制施行後に継承される 1985年1月1日に告示される               |
| 蓮田市     |                                                                      | 「ハス田」を組み合わせ、その周りにハスの花を象り図案化したもの                                                                      | 1972年9月30日  | |
| 坂戸市     |                                                                      | 「サカ」を極めて近代的に意匠化したもの                                                                                              | 1963年3月1日   | 坂戸町章として制定され、市制施行後に継承される 1963年1月25日に公表され、同年3月1日に制定される      |
| 幸手市     |                                                                      | サクラの花弁と「幸」を図案化したもの                                                                                                | 1980年11月7日  | 幸手町章として制定され、市制施行後に継承される 大正時代（詳細な日付等は不明）に考案され、制定される |
| 鶴ヶ島市   |                                                                      | 全体を鶴の形にして、「ツル」の組合せて図案化したもの                                                                                | 1965年6月1日   | 鶴ヶ島町章として制定され、市制施行後に継承される                                                    |
| 日高市     |                                                                      | 「ひ」を図案化したもの | 1970年11月30日 | 日高町章として制定され、市制施行後に継承される                                                      |
| 吉川市     |                                                                      | 中央に「吉」、三方に川を配し、合併の喜びを熨斗目に図案化したもの                                                                    | 1955年3月1日   | 吉川町章として制定され、市制施行後に継承される                                                      |
| ふじみ野市 |                                                                      | 「F」を基にしたもの | 2006年4月1日   | 色は青色・緑色・黄緑色が指定されている                                                              |
| 白岡市     |                                                                      | 「白岡」を図案化したもの | 1955年4月13日  | 白岡町章として制定され、市制施行後に継承される                                                      |

## 町村部
| 郡       | 町村       | 町村章 | 由来                                                                                             | 制定日         | 備考                                                                                                  |
| -------- | ---------- | ------ | ------------------------------------------------------------------------------------------------ | -------------- | --- |
| 北足立郡 | 伊奈町     |        | 「いナ」を図案化したもの                                                                         | 1970年11月1日  | 伊奈村制時の1950年7月15日に伊奈村章として制定され、町制施行後に継承される                             |
| 入間郡   | 三芳町     |        | 「ミヨシ」を円形に意匠化したもの                                                                 | 1972年1月6日   | |
| 入間郡   | 毛呂山町   |        | 「毛呂山」を意匠化したもの                                                                       | 1968年12月23日 | |
| 入間郡   | 越生町     |        | 「越」を配し、「生」を図案化したもの                                                             | 1973年2月19日  | |
| 比企郡   | 滑川町     |        | 上下の円は「ナメ」を図案化したものであり、中央に「川」を表したもの                               | 1963年12月17日 | 滑川村章として制定され、町制施行後に継承される                                                        |
| 比企郡   | 嵐山町     |        | 「ラン山」を上下に配し、図案化したもの                                                           | 1967年4月15日  | |
| 比企郡   | 小川町     |        | 「小」を巻紙の形に表したもの                                                                     | 1973年7月1日   | 1975年2月11日に告示される                                                                             |
| 比企郡   | 川島町     |        | 「川シマ」を図案化したもの                                                                       | 1962年6月5日   | 川島村章として制定され、町制施行後に継承される                                                        |
| 比企郡   | 吉見町     |        | 四つの「ヨ」と「シ」を組合せ、点を三つ打って「ミ」としたもの                                     | 1954年7月1日   | 吉見村章として制定され、町制施行後に継承される 1954年11月に再制定される                               |
| 比企郡   | 鳩山町     |        | 「は」を鳩の形に意匠化したもの                                                                   | 1973年4月5日   | 鳩山村章として制定され、町制施行後に継承される                                                        |
| 比企郡   | ときがわ町 |        | 「と」を図案化したもの                                                                           | 2006年2月1日   | 色は上部の円は橙色・左側の三日月部分は青色・右の二本の波線部分は緑色が指定されている                  |
| 秩父郡   | 横瀬町     |        | 四つの円で「ヨコ」を図案化したもの                                                               | 1978年3月13日  | 横瀬村章として制定され、町制施行後に継承される 制定前は作成されていなかった                           |
| 秩父郡   | 皆野町     |        | 「皆野」を図案化したもの                                                                         | 1965年5月2日   | 1973年9月1日に告示される                                                                              |
| 秩父郡   | 長瀞町     |        | 「ナ」を図案化したもの                                                                           | 1972年11月1日  | |
| 秩父郡   | 小鹿野町   |        | 周囲を形どる「父」を表し、中央部に「小」を表しかつ図案化したもの                                 | 2005年10月1日  | 旧・小鹿野町制時の1937年2月5日に制定され、新制町制施行後も継承される                                  |
| 秩父郡   | 東秩父村   |        | 「ひ」を飛ぶ鳥に図案化したもの                                                                   | 1967年9月1日   | |
| 児玉郡   | 美里町     |        | 「美」を図案化したもの                                                                           | 1967年8月1日   | 美里村章として制定され、町制施行後に継承される                                                        |
| 児玉郡   | 神川町     |        | 二つの「K」を重ねているのを表したもの                                                            | 2006年12月20日 | 色は藍色が指定されている 2代目の町章である                                                            |
| 児玉郡   | 上里町     |        | 四つの「上」を円形にし、象徴されているもの                                                       | 1971年11月3日  | |
| 大里郡   | 寄居町     |        | 「寄居」を図案化したもの                                                                         | 1982年5月25日  | 1957年に制定され、線の太さ・地空間の幅・「寄居」の大きさの比率を明確にさせ、1982年5月25日に告示される |
| 南埼玉郡 | 宮代町     |        | 「み」を若芽に図案化し、円形は太陽、大らかな末広がりに象ったもの                                 | 1982年5月18日  | 制定前は作成されていなかった                                                                          |
| 北葛飾郡 | 杉戸町     |        | 全体を地形がワシの形に似ていることから、その形にし、目は、埼玉県の県章である勾玉をあしらったもの | 1990年4月1日   | 2代目の町章である                                                                                     |
| 北葛飾郡 | 松伏町     |        | マツを松葉で円形に図案化したもの                                                                 | 1969年4月1日   | |

## 廃止された市町村章

### 20世紀
| 市郡     | 町村   | 市町村章 | 由来                                                                                                 | 制定日           | 廃止日         | 備考                                               |
| -------- | ------ | -------- | --- | ---------------- | -------------- | -------------------------------------------------- |
| 大里郡   | 深谷町 |          | 不明                                                                                                 | 不明             | 1955年1月1日   |                                                    |
| 入間郡   | 豊岡町 |          | 不明                                                                                                 | 不明             | 1956年9月30日  |                                                    |
| 上尾市   |        |          | 外周は三つの「上」であり、その内部に「尾」を配してから図案化したもの                                 | 1955年1月        | 1966年7月1日   | 上尾町章として制定され、初代の市章として継承された |
| 北足立郡 | 朝霞町 |          | 不明                                                                                                 | 不明             | 1967年3月15日  |                                                    |
| 入間郡   | 西武町 |          | 不明                                                                                                 | 不明             | 1967年11月30日 |                                                    |
| 北足立郡 | 大和町 |          | 全体は「大和」を意匠化し、内訳は「大」を二重円にし、「和」を育まれるようにする目的で配したもの       | 1961年2月15日    | 1970年10月31日 |                                                    |
| 南埼玉郡 | 蓮田町 |          | 不明                                                                                                 | 不明             | 1972年10月1日  |                                                    |
| 北埼玉郡 | 騎西町 |          | 不明                                                                                                 | 不明             | 1975年1月11日  | 初代の町章である                                   |
| 大里郡   | 川本村 |          | 不明                                                                                                 | 不明             | 1977年2月11日  |                                                    |
| 北埼玉郡 | 川里村 |          | 規定されていない                                                                                     | 規定されていない | 1988年10月1日  | 初代の村章である                                   |
| 北葛飾郡 | 杉戸町 |          | 外側は旧・杉戸町を中心にし、三方から村が和合し、一つに纏まった姿を表し、中側に「杉」を図案化したもの | 1976年1月27日    | 1990年4月1日   | 告示第3号によって制定される 初代の町章である       |

### 21世紀
| 市郡     | 町村     | 市町村章 | 由来 | 制定日                         | 廃止日         | 備考 |
| -------- | -------- | -------- | --- | ------------------------------ | -------------- | --- |
| 浦和市   |          |          | 「ウラワ」をふくら雀の形に表したもの | 1934年2月11日                  | 2001年5月1日   | 1922年に浦和町章として制定され、市制施行後に継承された                                                                                             |
| 大宮市   |          |          | 大字形の桜と氷川神社にある神器である八咫鏡の芯部に「宮」を配したもの                                                                     | 1940年11月20日                 | 2001年5月1日   | 1923年に大宮町章として制定され、市制施行後に継承された。1981年3月31日に告示された                                                                  |
| 与野市   |          |          | 与野公園の桜の花弁を「ヨノ」で表し、中央部は「Y」を象っている                                                                            | 1933年9月18日                  | 2001年5月1日   | 与野町章として制定され、市制施行後に継承された |
| 入間郡   | 名栗村   |          | 「名グリ」を円形に表したもの | 1971年4月1日                   | 2005年1月1日   | 1984年3月13日に告示された |
| 岩槻市   |          |          | 「岩」に「ツキ」を囲んだもの | 1955年10月1日                  | 2005年4月1日   | |
| 秩父郡   | 吉田町   |          | 四つの「田」で吉田を表し、それを四方に囲んだもの                                                                                         | 1972年8月14日 （便宜的に制定） | 2005年4月1日   | 1972年9月1日に再制定された 昭和時代初期以前（詳細な制定日は不明）から使用され、1972年8月14日に便宜的に制定された 1982年8月1日に図法を定める        |
| 秩父郡   | 荒川村   |          | 「荒」を図案化したもの | 1978年7月7日                   | 2005年4月1日   | |
| 秩父郡   | 大滝村   |          | 「大タキ」を図案化したもの | 1987年12月26日                 | 2005年4月1日   | 1943年に制定されていたものを1987年12月26日に告示された                                                                                             |
| 北足立郡 | 吹上町   |          | 二つの「キ」と「上」を図案化したもの | 1968年9月2日                   | 2005年10月1日  | |
| 北埼玉郡 | 川里町   |          | 黒塗りの部分は、屈巣、広田、共和の各地区を示すとともに「川里町」の「川」を意匠化したもの                                                 | 1988年10月1日                  | 2005年10月1日  | 2代目の川里村章として制定され、町制施行後に継承された                                                                                              |
| 大里郡   | 大里町   |          | 「里」を配し、その周辺「大」を図案化したもの                                                                                             | 1955年1月1日                   | 2005年10月1日  | 1987年10月1日に告示された 大里村章として制定され、町制施行後に継承された                                                                           |
| 大里郡   | 妻沼町   |          | 「め（女）」を図案化したもの | 1961年10月16日                 | 2005年10月1日  | |
| 上福岡市 |          |          | 「フク」を意匠化したもの | 1964年10月9日                  | 2005年10月1日  | 1960年に制定されたものを1964年10月9日に再制定される 福岡町章として制定されたものを市制施行後に継承された                                           |
| 入間郡   | 大井町   |          | 「大い」を近代的に意匠化し、鳥に象ったもの                                                                                               | 1971年11月3日                  | 2005年10月1日  | |
| 秩父郡   | 両神村   |          | 「両」と両神山を表したもの | 1963年4月1日                   | 2005年10月1日  | 1989年11月15日に告示される |
| 春日部市 |          |          | 春日部重行の紋章の中に「春」を形どったもの                                                                                               | 1954年12月6日                  | 2005年10月1日  | 初代の市章である |
| 北葛飾郡 | 庄和町   |          | 「庄」の一部である「土」の「十」の部分を丸くして「庄」を表し、円で「和」を荘著したもの                                                   | 1959年4月7日                   | 2005年10月1日  | 庄和村章として制定され、町制施行後に継承された |
| 北埼玉郡 | 南河原村 |          | 「ミ」を配し「ナミ」を円形に図案化したもの                                                                                               | 1976年1月15日                  | 2006年1月1日   | |
| 深谷市   |          |          | 「フカヤ」を円形にして図案化したもの | 1955年1月1日                   | 2006年1月1日   | 1955年6月15日に規定される 初代の市章である |
| 大里郡   | 岡部町   |          | 三ヶ所の三角は合併前の三村（岡部村・榛澤村・本郷村）であり、その間に「岡」に頑丈に添ったもの                                             | 1968年12月1日                  | 2006年1月1日   | |
| 大里郡   | 川本町   |          | 「川本」を図案化したもの | 1977年2月11日                  | 2006年1月1日   | |
| 大里郡   | 花園町   |          | 「花」を図案化し、「花園」を外周の花弁で表したものであり、また、花弁は町内の全大字（荒川・小前田・北根・黒田・永田・武蔵野）を表したもの | 1977年7月25日                  | 2006年1月1日   | 色は緑色が指定されている 花園村章として制定され、町制施行後に継承された                                                                            |
| 児玉郡   | 神川町   |          | 全体の丸の中に「カミ川」を図案化したもの                                                                                                 | 1975年4月1日                   | 2006年1月1日   | 神川村章として制定され、町制施行後に初代の町章にして継承される                                                                                     |
| 児玉郡   | 神泉村   |          | 「泉」を図案化し、形は神鏡を表したもの                                                                                                   | 1972年4月1日                   | 2006年1月1日   | |
| 本庄市   |          |          | 「ホ」で三方より円形に図案化したもの | 1955年11月21日                 | 2006年1月10日  | 初代の市章である |
| 児玉郡   | 児玉町   |          | 「児」を円形に図案化したもの | 1965年12月1日                  | 2006年1月10日  | |
| 比企郡   | 都幾川村 |          | 「と」で「き川」を丸く囲んだもの | 1967年1月1日                   | 2006年2月1日   | |
| 比企郡   | 玉川村   |          | 「タマ川」を図案化したもの | 1964年1月30日                  | 2006年2月1日   | |
| 大里郡   | 江南町   |          | 「コウナン」を図案化して合併前の二村（御正村、小原村）を「コナ」で足した（+）もの                                                        | 1976年4月1日                   | 2007年2月13日  | 江南村章として制定され、町制施行後に継承される 色は赤色が指定されている                                                                            |
| 久喜市   |          |          | 二つ「久」を組み合わせ、中の白く空いた部分で「キ」と読ませて、上下に三角形を配したもの                                                   | 1964年9月19日                  | 2010年3月23日  | 久喜市立久喜南中学校（当時の久喜町立久喜南中学校）美術部の作品である 久喜町章として制定され、市制施行後に初代の市章として継承された                |
| 北葛飾郡 | 鷲宮町   |          | 外円は四つの和の「大和・平和・協和・親和」を意味し、それを「ワ」にし、それらを四つの周囲に配し、内側に「宮」を包んだもの                 | 1955年3月                      | 2010年3月23日  | |
| 北葛飾郡 | 栗橋町   |          | 上部に「ク」・二重の円形を表し、それらを鳥形にしたもの                                                                                   | 1967年11月27日                 | 2010年3月23日  | |
| 南埼玉郡 | 菖蒲町   |          | 合併前の五町村（旧・菖蒲町・三箇村・小林村・栢間村・大山村大字上大崎）の団結と発展を象徴したもの                                         | 1960年5月26日                  | 2010年3月23日  | |
| 加須市   |          |          | 「か」を図案化したもの | 1955年7月5日                   | 2010年3月23日  | 初代の市章である |
| 北埼玉郡 | 騎西町   |          | フジの花・太陽の中に「キ」を図案化したもの                                                                                               | 1975年1月11日                  | 2010年3月23日  | 2代目の町章である |
| 北埼玉郡 | 北川辺町 |          | 「北川」を意匠化し、利根川と渡良瀬川の合流点を「V」にしてその場所に位置していることを意味したもの>                                       | 1972年6月27日                  | 2010年3月23日  | |
| 北埼玉郡 | 大利根町 |          | 合併前の四村（東村・原道村・元和村・豊野村）を「和」として表したもの                                                                     | 1964年12月14日                 | 2010年3月23日  | |
| 鳩ヶ谷市 |          |          | 「ハト」を左右に並べ円形に意匠化したもの                                                                                                 | 1928年4月1日                   | 2011年10月11日 | 鳩ヶ谷町章として制定されたが、川口市に編入される際に廃止された後に分離して再度、町章として使用され、市制施行後の1967年3月1日に再制定され継承された |
| 鴻巣市   |          |          | 「こうのす」を円形にかたどって輪唱したもの                                                                                               | 1954年9月30日                  | 2021年4月1日   | 鴻巣町制時の1932年3月10日に制定され、市制施行後に継承される初代の市章である                                                                        |

### 書籍
- 小学館辞典編集部 編『図典 日本の市町村章』（初版第1刷）小学館、2007年1月10日。ISBN 4095263113。
- 近藤春夫『都市の紋章 : 一名・自治体の徽章』行水社、1915年。NDLJP:955061
- 中川幸也『シリーズ人間とシンボル第2号「都市の旗と紋章」』中川ケミカル、1987年10月11日。
- 丹羽基二『日本の市章 （東日本）』保育社、1984年4月5日。
- 望月政治『都章道章府章県章市章のすべて』日本出版貿易株式会社、1973年7月7日。
- NHK情報ネットワーク『NHKふるさとデータブック3 [関東]』日本放送協会、1992年4月1日。

### 都道府県書籍
- 埼玉県県民文化課『県内市町村のシンボル 1977』埼玉県、1977年8月1日。
- 埼玉県県民文化課『県内市町村のシンボル』埼玉県、1983年3月20日。

### 自治体書籍

#### 北足立地域
- 浦和市役所『浦和市例規集』埼玉県浦和市。
- 大宮市役所『大宮市例規集』埼玉県大宮市。
- 朝霞町総務課『朝霞町勢要覧　昭和28年版』埼玉県北足立郡朝霞町総務課、1953年。
- 大和町総務課『大和町勢要覧　昭和44年版』埼玉県北足立郡大和町総務課、1969年。
- 吹上町役場『吹上町例規集』埼玉県大里郡吹上町。

#### 南埼玉・北埼玉・北葛飾地域
- 蓮田町役場『広報はすだ 昭和44年1月10日号』埼玉県南埼玉郡蓮田町。
- 杉戸町役場『旧・杉戸町例規集』埼玉県北葛飾郡杉戸町。
- 春日部市役所『旧・春日部市例規集』埼玉県春日部市。
- 庄和町役場『庄和町例規集』埼玉県北葛飾郡庄和町。
- 川里町役場『川里町例規集』埼玉県北埼玉郡川里町。
- 加須市役所『旧・加須市例規集』埼玉県加須市。
- 騎西町役場『騎西町例規集』埼玉県北埼玉郡騎西町。
- 北川辺町役場『北川辺町例規集』埼玉県北埼玉郡北川辺町。
- 大利根町役場『大利根町例規集』埼玉県北埼玉郡大利根町。

#### 入間・比企地域
- 上福岡市役所『上福岡市例規集』埼玉県上福岡市。
- 大井町役場『大井町例規集』埼玉県入間郡大井町。
- 名栗村役場『名栗村例規集』埼玉県入間郡名栗村。
- 豊岡町統計係『豊岡町勢要覧　昭和25年版』埼玉県入間郡豊岡町統計係、1950年。
- 西武町役場『せいぶ町勢要覧　昭和38年版』埼玉県入間郡西部町、1963年。

#### 秩父地域
- 吉田町役場『吉田町例規集』埼玉県秩父郡吉田町。
- 荒川村役場『荒川村例規集』埼玉県秩父郡荒川村。
- 大滝村役場『大滝村例規集』埼玉県秩父郡大滝村。

#### 大里・児玉地域
- 大里町役場『大里町例規集』埼玉県大里郡大里町。
- 妻沼町役場『妻沼町例規集』埼玉県大里郡妻沼町。
- 川本町役場『川本町例規集』埼玉県大里郡川本町。
- 川本村役場『広報かわもと 1971年4月号』埼玉県大里郡川本村。
- 花園町役場『花園町例規集』埼玉県大里郡花園町。
- 神川町役場『旧・神川町例規集』埼玉県児玉郡神川町。
- 神泉村役場『神泉村例規集』埼玉県児玉郡神泉村。